# Anröchter Stein

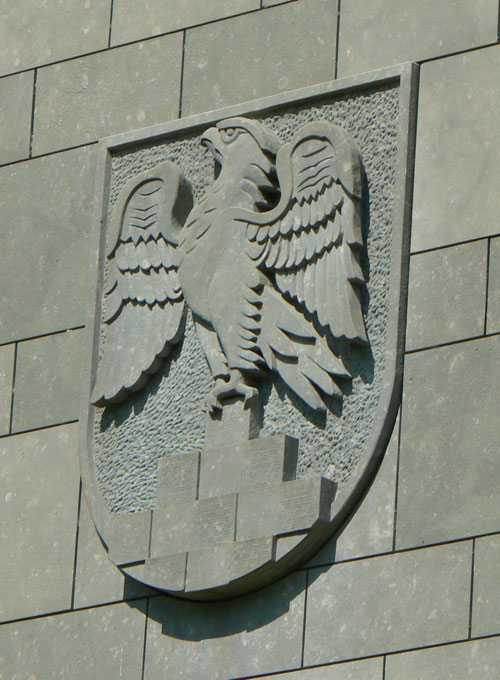
Wappen von Anröchte aus Anröchter Stein

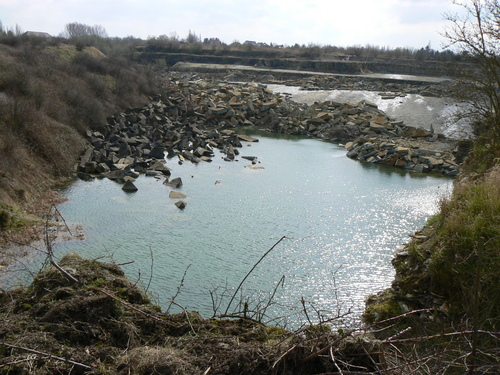
Anröchter Steinbruch

Vom Anröchter Stein, der häufig fälschlicherweise als Anröchter Dolomit bezeichnet wird, gibt es zwei unterschiedliche gefärbte Natursteine. Es gibt einen grünen Typ, auch Grünsandstein, Grünstein genannt, und einen bläulich gefärbten Typ, Anröchter Blau. Es handelt sich um ein Kalksteinvorkommen, das in der Soester Börde gewonnen wird. Diese Natursteine stammen aus dem Turonium, einer Stufe der Oberkreide.

## Namensgebung und Vorkommen
Die in Frage kommenden Horizonte der Oberkreide, die im Süden der Westfälischen Kreidebucht zwischen Haarstrang und Lippe anstehen, haben recht unterschiedliche Mineralgehalte. Technisch betrachtet haben nur die Gesteine Bedeutung, die früher bei Soest, Werl, Anröchte und Rüthen abgebaut wurden. Der Name Grünsandstein stammt von den ansässigen Bergleuten. Die Bergleute verwenden diesen Begriff für alle dort vorkommenden Sande, sofern sie verfestigt und grüngefärbt sind. Der Gehalt an Sandkörnern ist beim Anröchter Stein und bei den anderen jedoch derart gering, dass man besser von sandigen Kalksteinen sprechen sollte. Das Vorkommen ist um Soest 20 bis 25 Meter mächtig und um Rüthen lediglich 3 bis 4 Meter. Das Vorkommen bei Anröchte und Klieve liegt östlich von Soest im Südosten des Kreises Soest. Es sind sieben Steinbrüche in Betrieb. Das Gesteinsvorkommen um Rüthen zählt nicht zum Turon, sondern zum untersten Cenoman (Essener Grünstein) und wird heute in einem Steinbruch abgebaut. Die Anröchter Steinbänke erreichen eine Mächtigkeit von 2 Metern. Gewonnen wird das Gestein aus zwei Banklagen, wobei die obere Bank blau- und die untere grüngefärbt ist. Nachgefragt wird vor allem die grüne Bank.
Der Begriff Grünsandstein, der für das technisch genutzte Gesteinsvorkommen verwendet wird, ist gesteinskundlich nicht korrekt, denn es handelt sich um einen Kalkstein mit nur geringen Prozentanteilen Quarzkörnern und damit nicht um einen Sandstein. Das heute (2008) gebrochene Gestein wird inzwischen als Anröchter Stein bezeichnet. Dies war eine Reaktion auf die Namens- und Farbgebungen, die zu Irritationen führten, denn einmal gibt es eine blaue und grüne Sorte und zum zweiten wurde der Anröchter Stein lange Zeit auch fälschlicherweise als Anröchter Dolomit bezeichnet. Dies hing damit zusammen, dass dieser Naturstein dolomitische Texturen zeigt. Weitere gesteinskundlich vergebene Namen sind: glaukonitischer Sandkalkstein und glaukonitischer Sandstein.

## Mineralogie

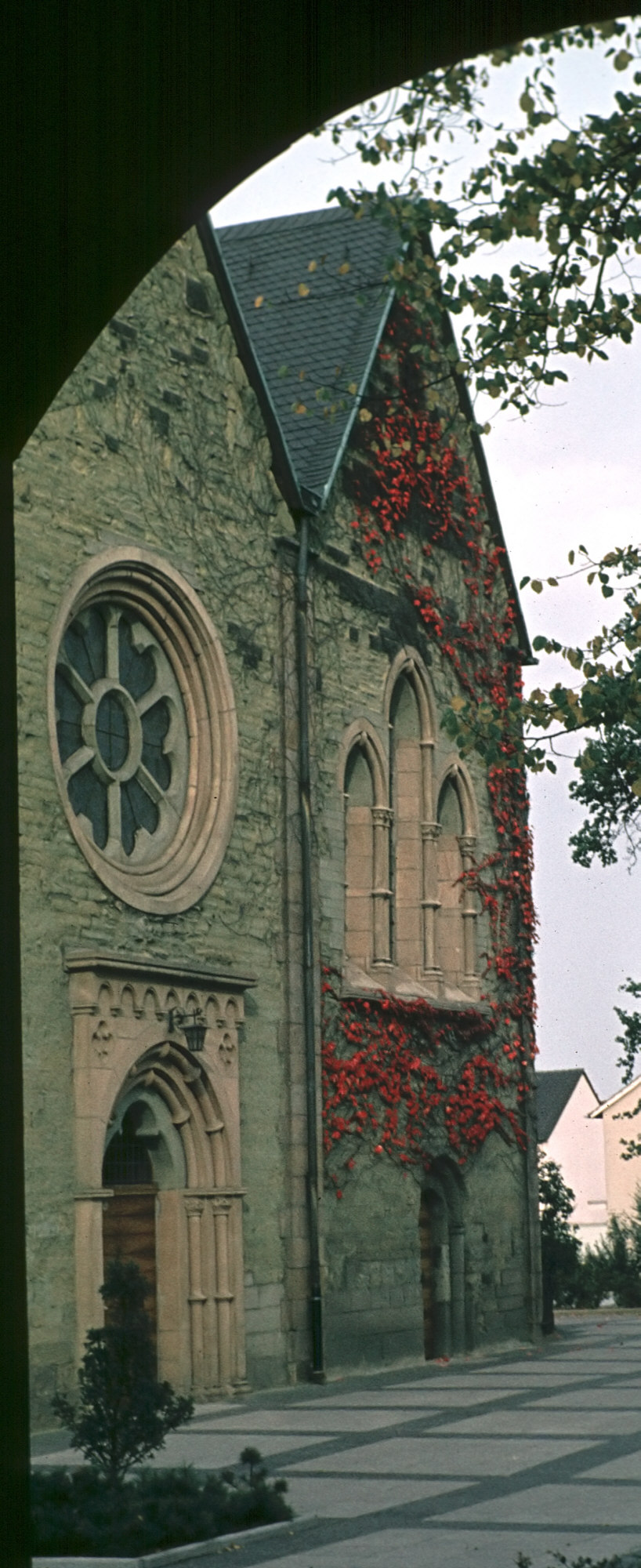
Stark verwitterte Fassade der Margaretenkirche Methler, Foto ca. 1977

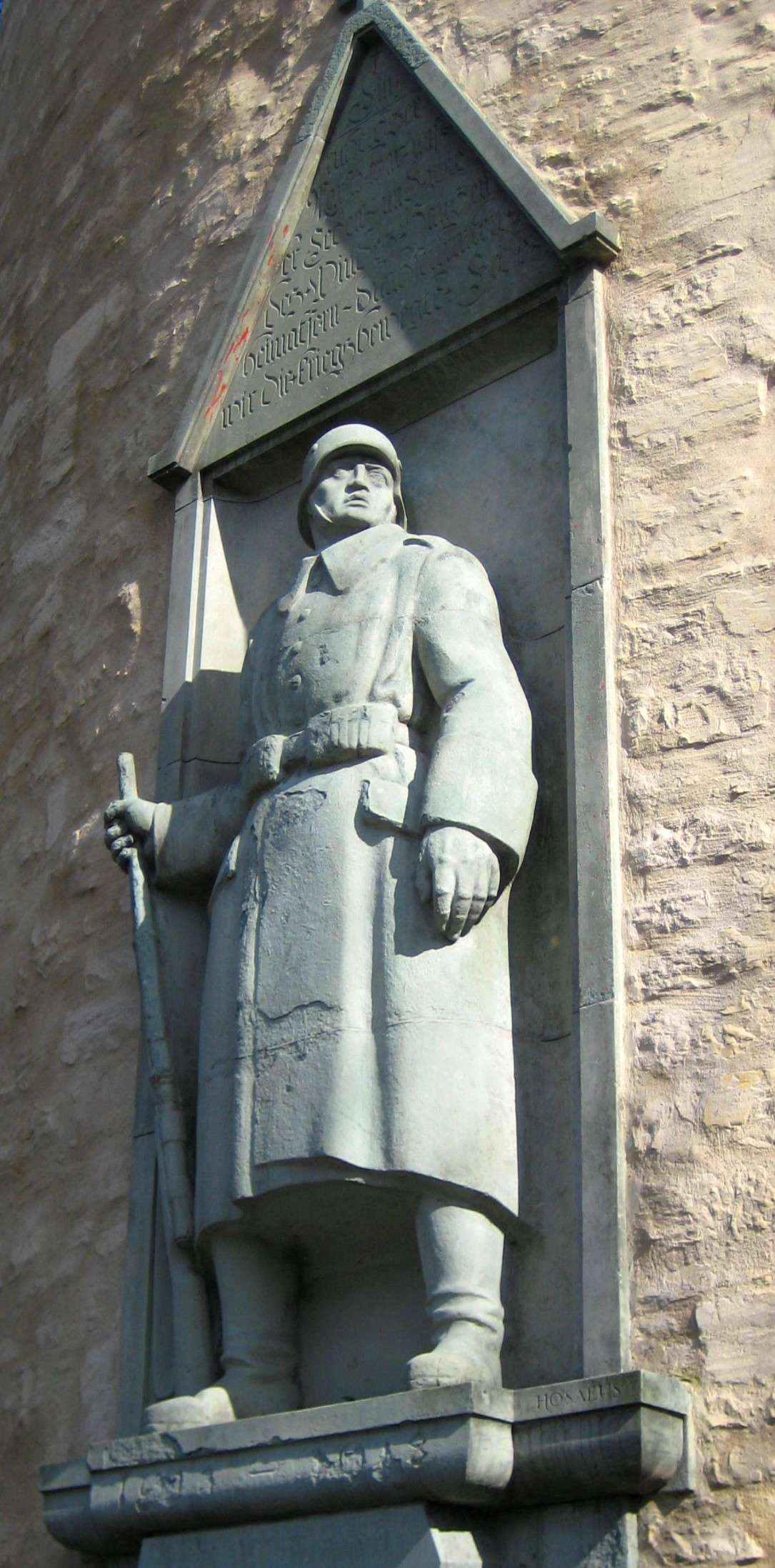
Kriegerdenkmal (1922) am Bucksturm in Osnabrück von Hermann Hosaeus (1875–1958)

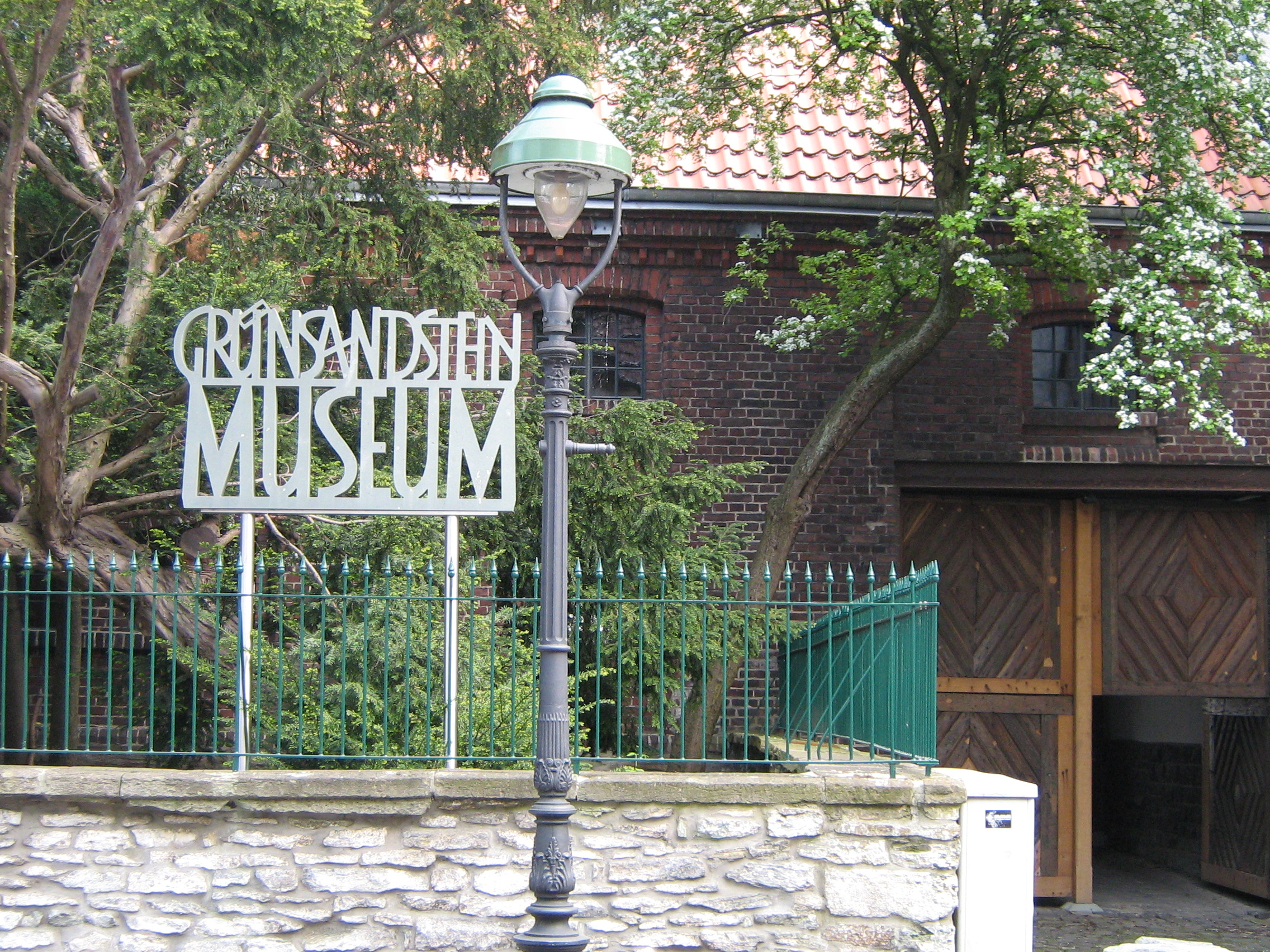
Hinweis auf das Grünsandsteinmuseum in Soest, Walburgerstraße

Es handelt sich aufgrund des hohen Karbonatanteils von etwa 64 Prozent (Karbonatklasten 33 Prozent und Glaukonit 21 Prozent) und eines Quarzanteils von etwa 31 Prozent um einen Kalkstein. Die restlichen 5 Prozent bilden Gesteinsschutt und Glimmer. Glaukonit ist ein Verwitterungsmineral, es färbt diesen Naturstein grün bzw. bläulich. Das Gestein ist sedimentären Ursprungs und entstand am Meeresgrund des Oberkreidemeers in nur geringer Wassertiefe unter warmen klimatischen Bedingungen. Fossile Zeugen der damals herrschenden Umweltbedingungen sind Muscheln, Schnecken, Seeigel, Schwämme und Pflanzen. Graue und dunkelgraue Schalenreste bis 3 cm sind erhalten geblieben.
Grünstein ist ein relativ weicher Stein, der durch Witterungseinflüsse und Industrieabgase stark angegriffen wird. Dies hängt mit seinem hohen Anteil an Kalk zusammen. In den Verwitterungsprozessen zersetzt sich das kalkige Bindemittel und auch der Glaukonit. Besonders verwitterungsgefährdet ist dieser Naturstein im Sockelbereich, wenn dort im Winter Tausalz gestreut wird.

## Verwendung
Beispiele für die historische Verwendung des Anröchter Steins sind die Kirche St. Maria zur Wiese, eine gotische Hallenkirche in Soest, Kirchen in Anröchte und Erwitte (12. Jahrhundert) und Kirchen in Lippstadt (Stifts-, Marien-, Nikolai- und Jacobikirche).
In der bei der Soester Wiesenkirche eingerichteten Dombauhütte, wo Restaurierungsarbeiten mit diesem Naturstein ausgeführt werden, existiert ein Grünsandstein-Museum. Als größtes erhaltenes Bauwerk in diesem Naturstein dürfte die Stadtbefestigung Soest anzusprechen sein.
Im norddeutschen Raum ist der Anröchter Stein als Bau- und Denkmalstein seit alters her in großen Mengen gebräuchlich und bewährt. Er findet Verwendung in der Außen- und Innenarchitektur: für Fassadenbekleidungen, Bodenbeläge, Treppen, Fensterbänke, Kaminverkleidungen und rustikales Mauerwerk sowie für Steinmetzarbeiten. Bei richtiger Anwendung und sach- und fachgerechter Verlegung ist der Anröchter Stein für den Außenbereich geeignet und frostbeständig, allerdings nicht gegen Streusalze, da sonst das Material zur Abschalung neigt. Vom Steinbildhauer Ulrich Rückriem sind verschiedene Skulpturen aus Anröchter Stein geschaffen worden.

Verwendungsbeispiele für Anröchter Stein
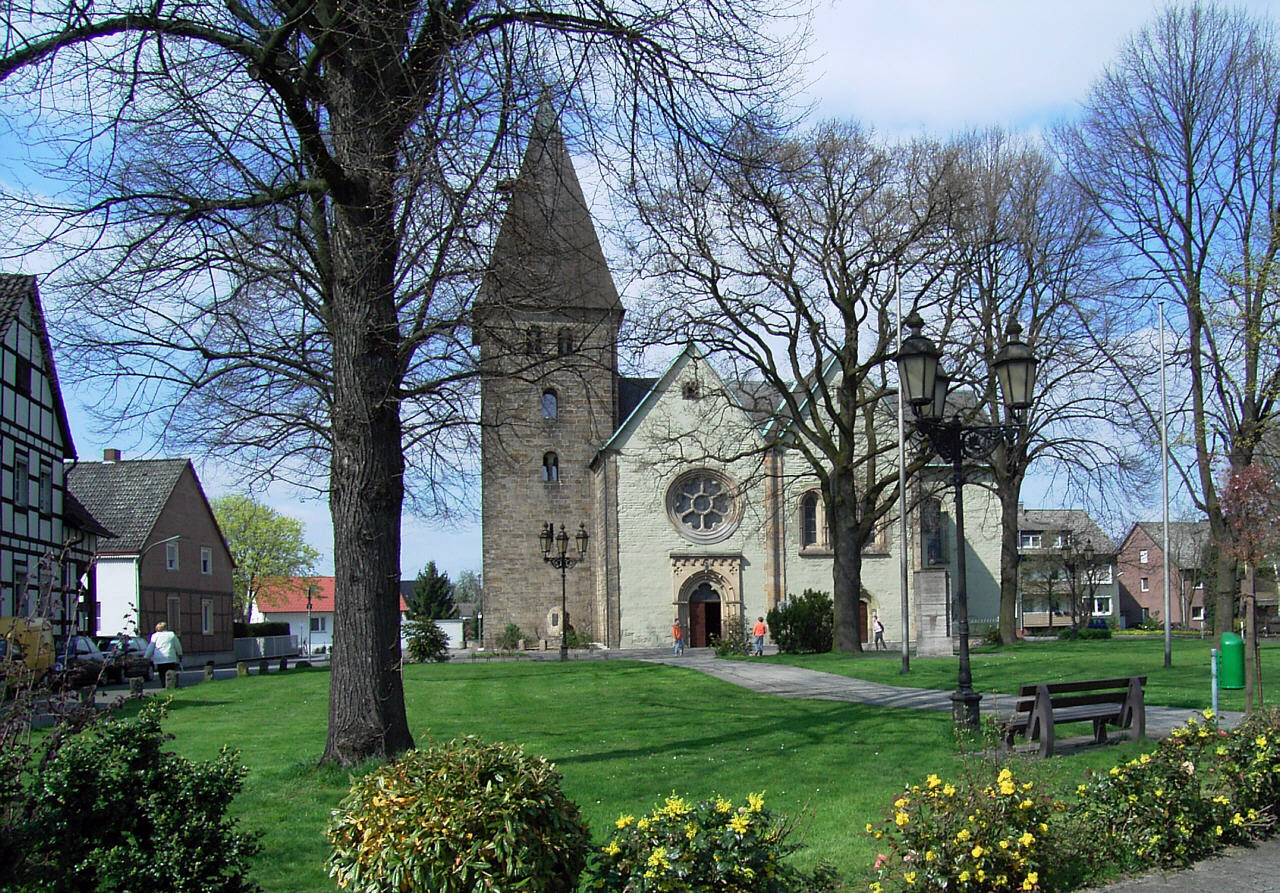
Margaretenkirche Methler
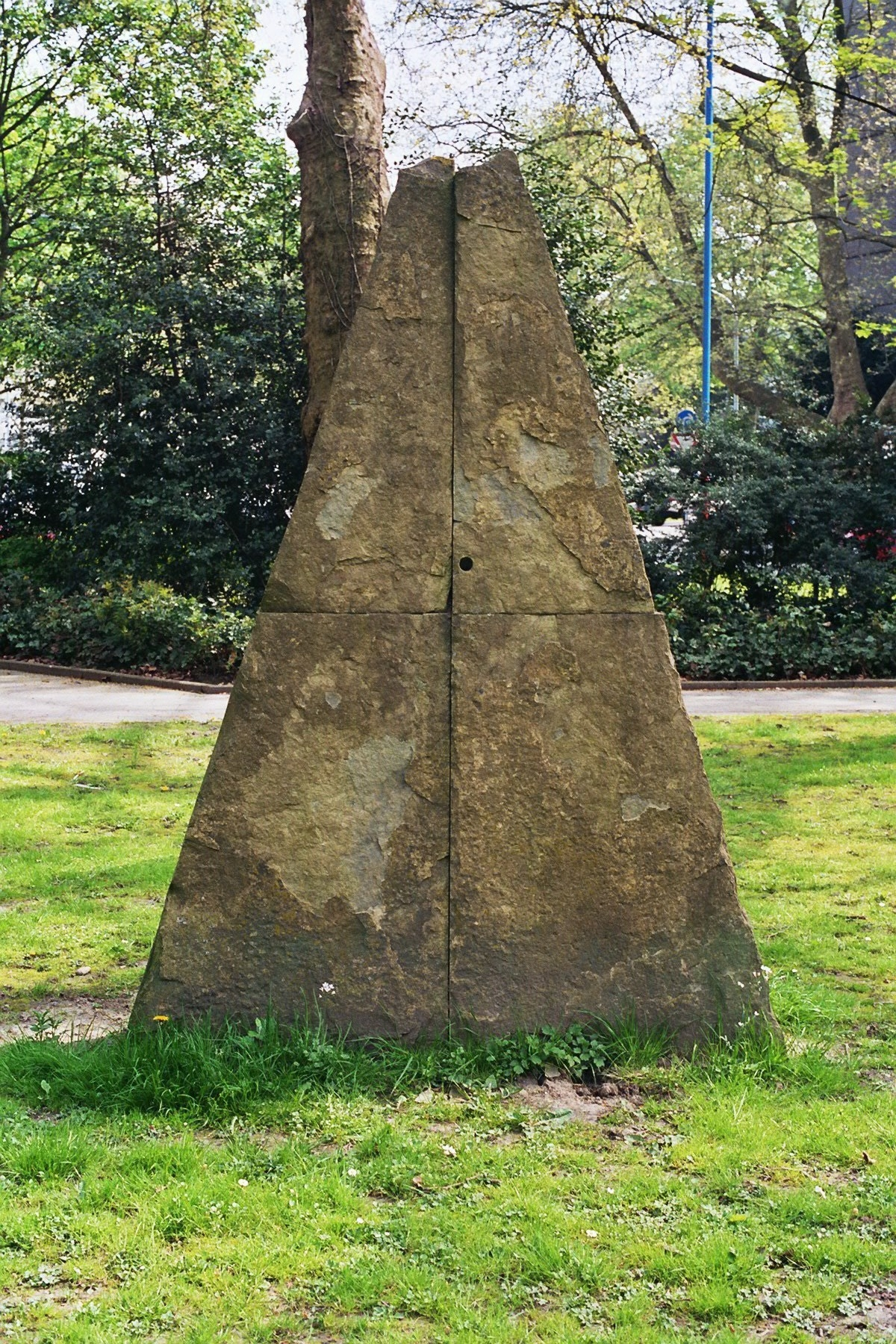
Moderne Skulptur: O.T., Ulrich Rückriem, Essen
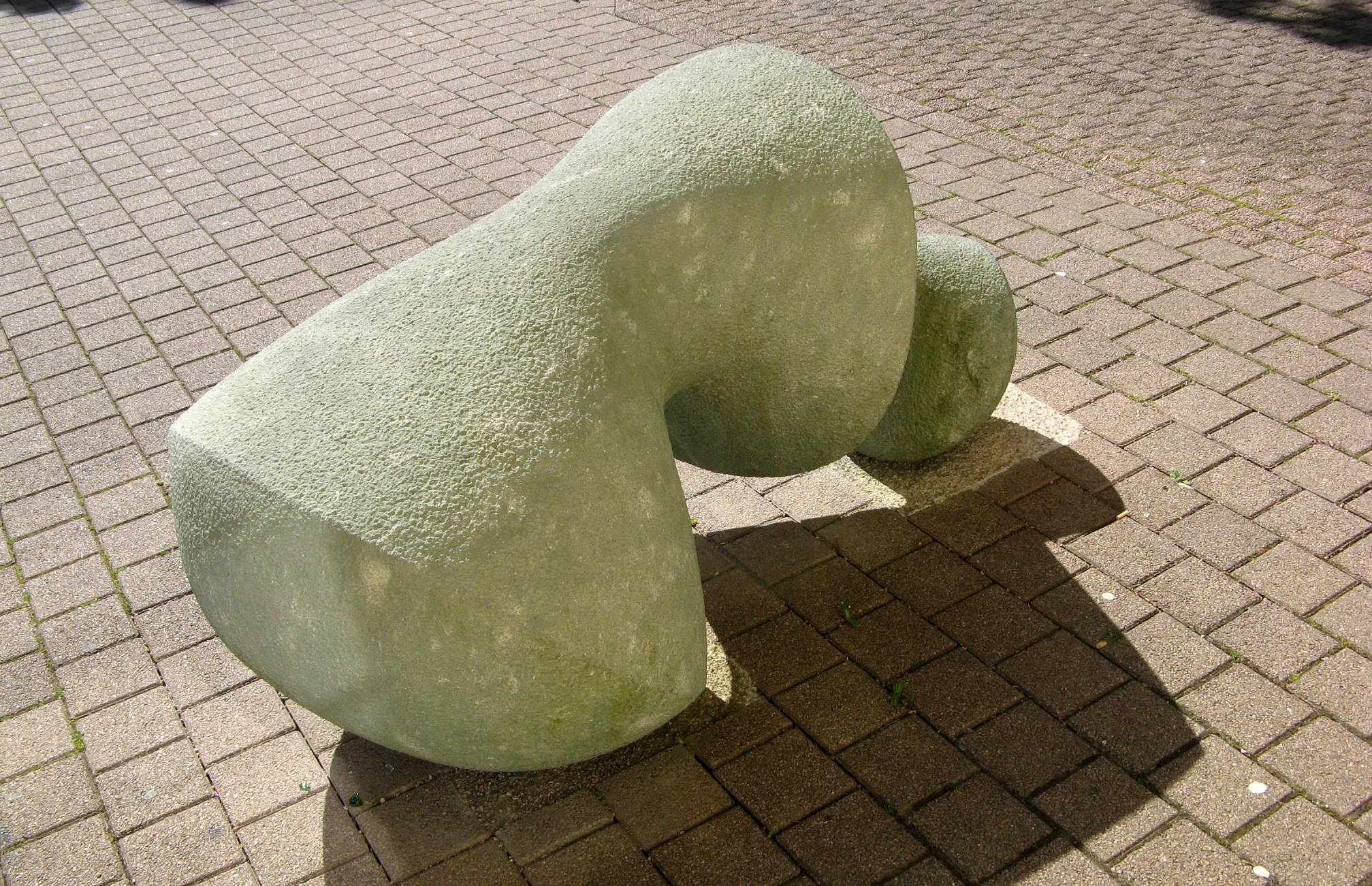
Emanuela Camacci: Towards, 2013 in Hofheim am Taunus